# Narycia atrella
Narycia atrella är en fjärilsart som beskrevs av Stephens 1829. Narycia atrella ingår i släktet Narycia och familjen säckspinnare. Inga underarter finns listade i Catalogue of Life.